# Andrew Trim
Andrew Lawrence Trim (ur. 30 grudnia 1968 w Sydney) – australijski kajakarz. Dwukrotny medalista olimpijski.
Brał udział w trzech igrzyskach olimpijskich (IO 92, IO 96, IO 00), na dwóch zdobywał medale. W 1996 był trzeci, a w 2000 drugi w kajakowych dwójkach na dystansie 500 metrów. Podczas obu startów wspólnie z nim płynął Daniel Collins. W tej konkurencji zdobyli złoto mistrzostw świata w 1997 i brąz w 1999